# 娘娘庄镇
娘娘庄镇，是中华人民共和国河北省唐山市遵化市下辖的一个乡镇级行政单位。原名娘娘庄乡，2022年12月撤乡设镇。

## 行政区划
娘娘庄镇下辖以下地区：
东娘娘庄村、黄土岭村、尹庄子村、东小河村、相古庄村、尹家台村、芦各寨南山村、芦各寨西山村、芦各寨北山村、大官屯村、西娘娘庄村、丁各庄村、下丁甲岭村、上丁甲岭村、上峪村、下峪村、小营村、南小厂村、白道子村和何庄子村。